# Власовка (Кировоградская область)
Вла́совка (укр. Вла́сівка) — посёлок (ранее — местечко) в Светловодской городской общине Александрийского района Кировоградской области Украины.
Власовка является самым северным населённым пунктом Кировоградской области.

## Географическое положение
Посёлок расположен в лесостепной зоне Приднепровской низменности. Рельеф — равнинный, границы Власовки на юго-западе омывает река Днепр, на северо-западе — Кременчугское водохранилище. Лесная растительность представлена сосновыми лесами. На территории поселка расположены месторождение гранита и залежи строительного песка. Является единственным поселком Кировоградской области, находящимся на левом берегу реки Днепр.
Расстояние от Власовки до областного центра Кропивницкого составляет 130 км, до Кременчуга Полтавской области — 10 км.

## История
На левобережье Днепра в районе Власовки, Недогарок, Максимовки обнаружены ряд поселений раннеславянской черняховской культуры (II—VI века).
О Власовке впервые сообщается в письменных документах 1556 года. Как местечко в округе города Кременчука впервые упоминается 20 июля 1645 года, в связи с убийством Юрия Немирича в этих краях. Жители Власовки участвовали в борьбе с польскими войсками и татарскими завоевателями, в крестьянско-казацких восстаниях 1637—1638 годов, возглавляемых Павлюком и Карпом Скиданом. В 1648 году многие власовчане пополнили казачье повстанческое войско Богдана Хмельницкого, которое разгромило польскую армию в урочище Жёлтых Водах.
С 1649 года Власовка была приписана к Чигиринскому полку и получила статус города. Тогда же здесь образована Власовская казачья сотня и началось сооружение земляной крепости с деревянным частоколом на валах.
С 1654 г., когда регион заняли русские войска, Власовка была сотенным местечком Миргородского полка и пользовалась печатью, на которой был изображен её герб. В 1661 году жители Власовки, опасаясь нападения поляков, перекопских и крымских татар, и разорённые грабежами казацкого полка Мозыры, разбрелись частью в Черниговщину, частью на правый берег Днепра. В 1749 году посполитые на Власовке в количестве 83 хозяев с 88 хатами были отданы на владение киевскому Николаевскому Пустынскому монастырю. Бывший при Власовке русский пограничный форпост был упразднён в 1752 году.
В 1764 году пограничное местечко Власовка из Миргородского полка включено в Днепровский пикинёрный полк (штаб в Кобеля́ках) в составе новообразованной Новороссийской губернии, став его 10-й ротой.
С 1776 до 1917 гг. местечко Власовка относилось к Кременчугскому уезду (вначале Новороссийской губернии, с 1783 по 1789 гг. — Екатеринославского наместничества, с 1796 по 1802 гг. — Малороссийской губернии, а с 1802 г. — Полтавской губернии), в 1789—1796 гг. временно относясь к Градижскому уезду Екатеринославского наместничества. В конце XIX века в ней имелось 232 двора, проживало 1 690 человек, имелись 2 церкви, 14 водяных и 12 ветряных мельниц, три маслобойни, раз в году проводилась ярмарка.
После Октябрьской революции 1917 года большая часть жителей Власовки поддержали большевистское правительство. Воевали власовчане и в армии Симона Петлюры, повстанческих отрядах Ивана Богунского (Шарого) и других военных формированиях, которые боролись за независимость Украины. В 1929 году на Власовке созданы два колхоза — «им. Фрунзе» и «им. Калинина».
Во время Великой Отечественной войны 1941—1945 годов село вышло с немалыми потерями. Более 150 жителей погибли на фронтах, 20 жителей были расстреляны, из 500 домов уцелело только семь.
Новую жизнь в село принесло начало строительства Кременчугской ГЭС. На Власовке началось сооружение барачного посёлка для гидростроителей. Окрестности сел Коваленко, Короли, Букашки и других попали в зону строительства плотины, поэтому их жители были переселены на Власовку.
В 1960 году Власовка стала посёлком городского типа с подчинением Кременчугскому городскому совету.
1 апреля 1963 года посёлок вошёл в состав Светловодского городского совета Кировоградской области. В 1969 году крупнейшими предприятиями были завод известково-кремнезёмистых конструкций и завод железобетонных конструкций и изделий. С 2020 года посёлок входит в Светловодскую городскую общину Александрийского района

## Население
| 1969     | 1979 | 1989         | 1992 | 1998 | 2001 | 2004 | 2006 | 2008 | 2010 | 2013 |
| -------- | ---- | ------------ | ---- | ---- | ---- | ---- | ---- | ---- | ---- | ---- |
| 3,8 тыс. | 5210 | 7319 человек | 7400 | 6800 | 7515 | 7618 | 7791 | 7828 | 7748 | 7719 |
|          | ↗    | ↗            | ↗    | ↘    | ↗    | ↗    | ↗    | ↗    | ↘    | ↘    |

### Языковой состав
Во время переписи 2001 года 84,55 % населения посёлка указали украинский язык родным, 15,20 % — русский, 0,25 % — другие языки.

## Инфраструктура
Банковская система представлена одним отделением: ВАТ «Ощадбанк Украины». Работает Дом культуры, библиотека, музыкальная школа, в которых созданы группы художественной самодеятельности.

### Образование
Во Власовке работает общеобразовательная школа І—ІІІ ступеней (количество учеников ~ 470 чел.) и детский сад «Буратино» (количество детей ~ 300 чел.).

### Спорт
На власовском стадионе «Салют им. Виталия Гончара» проходят игры местной футбольной команды «Энергия». В Доме культуры функционирует спортивный зал.

## Архитектура
Во Власовке установлены памятники:
- погибшим во время Великой Отечественной войны
- памятный знак в честь воинов 97-й Гвардейской орденов Суворова и Богдана Хмельницкого стрелковой дивизии, которые освободили посёлок от нацистов
- памятный знак в честь власовчан-ликвидаторов аварии на ЧАЭС

Культурные сооружения:
- Церковь Рождества Пресвятой Богородицы (1993 год)

## Экономика
В посёлке Власовка зарегистрировано 6 промышленных и 3 малых предприятия, а также 87 предпринимателей-физических лиц и 19 предпринимателей-юридических лиц. Наибольшими из них являются:
- ЗАО «Светловодское карьероуправление». Специализируется на добыче песка, гранита.
- Завод металлических конструкций ОДО «Объединения Днепроэнергобудпром». Изготовление железобетонных каркасов для строительства тепловых и атомных электростанций.
- ЧП «Виктор и К». Изготовление подсолнечного масла, майонеза и других продовольственных продуктов торговой марки «Королівський смак».